# 徐纮
徐紘（1456年—？），字朝文，直隸常州府武進縣人，明朝政治人物。

## 生平
景泰七年（1456年）⽣。弘治二年（1489年）己酉科應天府鄉試第十五名舉人。弘治三年（1490年）聯捷庚戌科會試第九十二名，二甲第二名進士，授刑部郎中。累官至廣東按察司佥事。弘治十三年（1500年），奏请慈元庙入祀典。終官雲南按察司副使。

## 著作
徐紘長於史學，仿宋人杜大珪《名臣碑傳琬琰集》，著有《明名臣琬琰錄》二十四卷、《明名臣琬琰錄後集》二十二卷。

## 家族
曾祖徐宗可；祖父徐錡；父徐璟，母陳氏。慈侍下。